# Isaac Ordonez
Isaac Ordonez (* 15. April 2009 in Los Angeles, Kalifornien) ist ein US-amerikanischer Kinderdarsteller und Schauspieler in Film- und Fernsehen.
Bekannt wurde er durch seine Rolle als Pugsley Addams in der Netflix  Serie Wednesday.

## Leben
Issac Ordonez wurde in Los Angeles, Kalifornien, geboren und wuchs dort auf, während der gesamten Kindheit wurde er zu Hause unterrichtet.
Ordonez begann seine Schauspielkarriere mit kleineren Rollen in Kurzfilmen und Indie-Produktionen und hatte eine Nebenrolle im Disney-Film Das Zeiträtsel auf.
2022 wurde er für die Serie Wednesday an der Seite von Jenna Ortega in der wiederkehrenden Rolle als Pugsley Addams in der Netflix-Komödie-Horrorserie besetzt und wird auch in der 2 Staffel, 2025 zu sehen sein.

## Filmografie
- 2018: Das Zeiträtsel
- 2018: Chromeo: Must've Been[6] (Musikvideo)
- 2019: Jude (Kurzfilm)
- 2019: Día De Las Carpas (Kurzfilm)
- 2020: Psycho Sally (Kurzfilm)
- 2020: Dispara Y Mata (Kurzfilm)
- 2021: Color Box
- 2022: Husky
- seit 2022: Wednesday